# Les Avellanes i Santa Linya
Les Avellanes i Santa Linya település Spanyolországban, Lleida tartományban. Les Avellanes i Santa Linya Àger, Os de Balaguer és Camarasa községekkel határos. Lakosainak száma 430 fő (2024).

## Népesség
A település népessége az utóbbi években az alábbiak szerint változott:
| Lakosok száma | 363  | 2106 | 1201 | 818  | 549  | 476  | 467  | 479  | 449  | 430  |
|               | 1717 | 1887 | 1936 | 1960 | 1986 | 2004 | 2009 | 2014 | 2019 | 2024 |